# Sawa-See
Der Sawa-See (arabisch بحيرة ساوة, DMG Buḥairat Sāwa) ist ein Salzsee im irakischen Gouvernement al-Muthanna. Seit 2014 wird er als Ramsar-Gebiet gelistet.

## Beschreibung
Der See liegt im westlichen Teil der mesopotamischen Ebene, 25 km westlich der Gouvernementshauptstadt Samawa. Er ist von länglicher Gestalt, 4,75 km lang und zwischen 0,5 und 1,75 km breit. Der See ist von einer durch Verdunstung entstandenen 12,5 km langen und bis zu sechs Meter hohen Gipsbarriere umgeben. Er besitzt weder Zu- noch Abfluss und wird durch Grundwasser aus den höher gelegenen Wüstengebieten gespeist, das durch Spalten in seinem aus Kalkstein bestehenden und von einer 10 m dicken Sedimentschicht bedeckten Boden eindringt. Wenn starke Regenfälle in der nahen Wüste zu Sturzfluten führen, kann sein Wasser auch durch lokale Wadis gespeist werden. Der ursprünglich 5,50 m tiefe Sawa-See war 2015 nur noch 2 Meter tief. Der Wasserspiegel hatte mehrere Jahre lang kontinuierlich abgenommen, was sowohl auf geringere Wasserzuflüsse aus Regen und Grundwasser, als auch auf eine stärkere Verdunstung zurückgeführt wird. Im April 2022 war der See das erste Mal seit weit über tausend Jahren vollständig ausgetrocknet.
Der Sawa-See weist unter allen irakischen Binnengewässern den höchsten Salzgehalt auf. Die Salinität seines Wassers schwankt zwischen 3,9 % im Februar und 4,8 bis 5,0 % im August. Damit ist er salziger als die Ozeane mit durchschnittlich 3,5 %. Die Schwankungen haben ihre Ursache im vorherrschenden Klima mit heißen trockenen Sommern und kühlen Wintern. 92 % des Niederschlags von jährlich 106 mm fällt von November bis April. Die durchschnittliche Tagestemperatur liegt im Juli und August bei 35 °C und im Januar bei 10 °C.
Der Name des Sees ist vom englischen Wort „sour“ (deutsch „sauer“) abgeleitet.

## Natur
Die Pflanzenwelt ist im See aufgrund des hohen Salzgehalts nur durch Algen vertreten. Insgesamt wurden 39 Arten nachgewiesen, vor allem Kieselalgen, aber auch Grünalgen der Gattungen Cladophora und Chara. Im See leben mehrere Arten von Fischen. Dokumentiert sind der Perlmuttkärpfling (Aphaniops dispar) und die Grundel Acentrogobius dayi. Auch die Schnecke Pomatiopsis Tryon lebt im See.
Die Vögel sind am Sawa-See mit 25 Arten vertreten. Der See und seine Umgebung sind deshalb seit dem 3. März 2014 als Wasservogelhabitat nach der Ramsar-Konvention ausgewiesen. BirdLife International listet das Gebiet als Important Bird Area (IQ071). Im Winter findet man am Sawa-See die Marmelente und die Asiatische Kragentrappe. Den Großteil der Vögel stellen Enten und Blässhühner. Weiterhin sind eine endemische Unterart des Zwergtauchers, die Mesopotamische Krähe (Corvus cornix capellanus) und der Seidenwürger vertreten.
In der Nähe des Sawa-Sees sind Säugetiere wie der Rüppellfuchs, die Streifenhyäne, der Honigdachs und der Indische Mungo anzutreffen.

## Naherholung
Das Ufer des Sawa-Sees ist ein beliebter Picknickplatz für die Bewohner Samawas, was zu einer beträchtlichen Verschmutzung geführt hat. Besucher und Jäger stellen für die Wildtiere eine Bedrohung dar. Weil der See keinen Schilfgürtel besitzt, finden die Vögel kaum Verstecke. An der südöstlichen Ecke des Sees befand sich 2014 die Baustelle eines Erholungszentrums.